# José Cárdenas Zúñiga
José Andrés Cárdenas Zúñiga (n. Quito, Ecuador; 24 de enero de 1995) es un futbolista ecuatoriano. Juega como portero y su equipo actual es Delfín Sporting Club de la Serie A de Ecuador.

## Trayectoria

### El Nacional
Se inició en las formativas de El Nacional desde 2009, donde se consolidó en las diferentes categorías hasta debutar en la primera categoría en 2016. Fue el 4 de diciembre de ese año en el estadio Olímpico Atahualpa, ingresó a los 77 minutos por Adrián Bone, en la victoria 5-0 ante Liga Deportiva Universitaria. En 2020 fue cedido a Aucas y luego al América de Quito.

### Liga Deportiva Universitaria
A mediados de 2021 fue cedido a préstamo a Liga Deportiva Universitaria de la Serie A, llegó a disputar en total cuatro partidos en el torneo nacional.

### Universidad Católica
En 2022 fichó por Universidad Católica, con el trencito azul debutó internacionalmente en la fase clasificatoria de la Copa Libertadores de América y posteriormente en la Copa Sudamericana.

## Estadísticas

### Clubes
Actualizado al último partido disputado el 15 de agosto de 2024.
| Club                                   | Temporada     | Liga  | Liga  | Copas nacionales | Copas nacionales | Copas internacionales | Copas internacionales | Total | Total |
| Club                                   | Temporada     | Part. | Goles | Part.            | Goles            | Part.                 | Goles                 | Part. | Goles |
| -------------------------------------- | ------------- | ----- | ----- | ---------------- | ---------------- | --------------------- | --------------------- | ----- | ----- |
| El Nacional · Ecuador                  | 2016          | 1     | 0     | -                | -                | -                     | -                     | 1     | 0     |
| El Nacional · Ecuador                  | 2017          | 6     | 0     | -                | -                | 0                     | 0                     | 6     | 0     |
| El Nacional · Ecuador                  | 2018          | 8     | 0     | 0                | 0                | 0                     | 0                     | 8     | 0     |
| El Nacional · Ecuador                  | 2019          | 1     | 0     | 1                | 0                | -                     | -                     | 2     | 0     |
| El Nacional · Ecuador                  | Total club    | 16    | 0     | 1                | 0                | 0                     | 0                     | 17    | 0     |
| Aucas · Ecuador                        | 2020          | 0     | 0     | 0                | 0                | 0                     | 0                     | 0     | 0     |
| Aucas · Ecuador                        | Total club    | 0     | 0     | 0                | 0                | 0                     | 0                     | 0     | 0     |
| América de Quito · Ecuador             | 2020          | 0     | 0     | 0                | 0                | -                     | -                     | 0     | 0     |
| América de Quito · Ecuador             | 2021          | 0     | 0     | 0                | 0                | -                     | -                     | 0     | 0     |
| América de Quito · Ecuador             | Total club    | 0     | 0     | 0                | 0                | -                     | -                     | 0     | 0     |
| Liga Deportiva Universitaria · Ecuador | 2021          | 4     | 0     | 0                | 0                | 0                     | 0                     | 4     | 0     |
| Liga Deportiva Universitaria · Ecuador | Total club    | 4     | 0     | 0                | 0                | 0                     | 0                     | 4     | 0     |
| Universidad Católica · Ecuador         | 2022          | 2     | 0     | 1                | 0                | 3                     | 0                     | 6     | 0     |
| Universidad Católica · Ecuador         | 2023          | 0     | 0     | 0                | 0                | 0                     | 0                     | 0     | 0     |
| Universidad Católica · Ecuador         | Total club    | 2     | 0     | 1                | 0                | 3                     | 0                     | 6     | 0     |
| Orense · Ecuador                       | 2024          | 0     | 0     | 1                | 0                | 0                     | 0                     | 1     | 0     |
| Orense · Ecuador                       | Total club    | 0     | 0     | 1                | 0                | 0                     | 0                     | 1     | 0     |
| Delfín S. C. · Ecuador                 | 2025          | 1     | 0     | 0                | 0                | -                     | -                     | 1     | 0     |
| Delfín S. C. · Ecuador                 | Total club    | 1     | 0     | 0                | 0                | 0                     | 0                     | 1     | 0     |
| Total carrera                          | Total carrera | 23    | 0     | 3                | 0                | 3                     | 0                     | 29    | 0     |
| 1. 2.                                  |               |       |       |                  |                  |                       |                       |       |       |

## Palmarés

### Campeonatos nacionales
| Título               | Club                         | País    | Año  |
| -------------------- | ---------------------------- | ------- | ---- |
| Supercopa de Ecuador | Liga Deportiva Universitaria | Ecuador | 2021 |